# Modra
Módra je ena od treh primarnih aditivnih barv; modra svetloba ima med tremi primarnimi barvami najkrajšo valovno dolžino (420-490 nm).
Ob jasnem vremenu je nebo modre barve zaradi Rayleighovega sipanja Sončeve svetlobe. Večja količina vode (H2O) je videti modro, ker se rdeča svetloba z valovno dolžino okoli 750 absorbira v vibracijskem načinu kemijske vezi O-H. Kot zanimivost omenimo, da to ne velja za težko vodo (D2O) – ta je videti brezbarvna, saj leži njen absorbcijski vrh pri ~950 nm in ne sega v vidni del spektra.
Zgled modre barve v barvnem modelu RGB ima intenzitete [0, 0, 255] na lestvici od 0 do 255. Modra je komplementarna rumeni barvi. Zaradi tega se v barvna fotografiji pri fotografiranju v zaprtih prostorih, osvetljenih z žarnico na žarilno nitko, uporablja modri filter 80A.
Številni jeziki ne razlikujejo med izrazoma za modro in zeleno, švedščina pa je vse do 20. stoletja uporabljala isti izraz (blå) za modro in črno. 

## Odtenki modre
- egiptovsko modra
- indigo modra
- kobaltno modra (kobaltov oksid)
- pariško modra (železov cianid)
- prusko modra (železov cianid)
- sinje modra
- ultramarinsko modra